# Danków Mały
Danków Mały – wieś sołecka w  Polsce, położona w województwie świętokrzyskim, w powiecie włoszczowskim, w gminie Włoszczowa.
W latach 1975–1998 miejscowość administracyjnie należała do województwa kieleckiego.

## Części miejscowości
| SIMC    | Nazwa     | Rodzaj    |
| ------- | --------- | --------- |
| 0277799 | Dziadówki | część wsi |
| 0277807 | Wygoda    | część wsi |
| 0277813 | Za Górą   | część wsi |